# Calamitales
Calamitales je řád vymřelých vyšších (cévnatých) rostlin z třídy Equisetopsida a oddělení přesličky (Equisetophyta). Někteří autoři řád Calamitales neuznávají a řadí zástupce do řádu Equisetales. Existovaly v prvohorách, od devonu po perm, poté vymřely.

## Popis
Většinou se jednalo o stromy s druhotným tloustnutím, které dosahovaly i výšek kolem 30 m a šíře kmene až 1 m v průměru. Uprostřed kmene byla zpravidla velká centrální dutina. Primitivnější typy měly ještě vidličnatě členěné listy, odvozenější jednoduché, uspořádané do přeslenu. Sporofyly byly výrazně odlišné od trofofylů. Na koncích některých bočních větví byly koncové strobily sporofylů, deštníkovité sporangiofory se střídaly s kopinatými listeny. Sporangia byla isosporní i heterosporní, u některých zástupců se dokonce vyvinula primitivní semena, např. Calamocarpon insignis, i když někteří autoři to nepovažují za zcela prokázané. Některé druhy měly na spórách elatery jako dnešní přesličky. Ze dřeva těchto stromovitých přesliček vzniklo při vhodných podmínkách černé uhlí, i když se na jeho vzniku podílely i jiné rostliny.
O životním cyklu více v článku přesličky.

## Členění
Je známa primitivnější čeleď Archaeocalamitaceae. Ale mnohem více se ví o čeledi Calamitaceae.

## Zástupci čelediCalamitaceae
- Annularia
  - A. stellata
- Arthropitys
- Asterophyllum (Asterophyllites)
- Astromyelon
- Calamites
  - C. carinatus
  - C. suckowi
  - C. undulatus
- Calamocarpon
- Calamostachys
  - C. binneyana
- Cingularia
- Mazostachys
- Paleostachya